# Senegal en la Copa Mundial de Fútbol de 2018
La selección de Senegal fue uno de los 32 equipos participantes en la Copa Mundial de Fútbol de 2018, torneo que se llevó a cabo del 14 de junio al 15 de julio en Rusia.
El 10 de noviembre de 2017, dentro del grupo D, selló su clasificación matemática al certamen tras derrotar 0-2 a Sudáfrica a falta de una jornada y 3 puntos por disputar ya que tenía un ventaja de 4 puntos sobre Sudáfrica. Fue la vigésimo cuarta selección nacional en clasificarse y la tercera de la confederación africana.

## Clasificación

### Segunda ronda
| Fecha                   | Lugar        | Local      |                       | Resultado                                                      |                       | Visitante  |
| ----------------------- | ------------ | ---------- | --------------------- | -------------------------------------------------------------- | --------------------- | ---------- |
| 13 de noviembre de 2015 | Antananarivo | Madagascar | Bandera de Madagascar | 2 – 2 Archivado el 14 de noviembre de 2015 en Wayback Machine. | Bandera de Senegal    | Senegal    |
| 17 de noviembre de 2015 | Dakar        | Senegal    | Bandera de Senegal    | 3 – 0 Archivado el 18 de noviembre de 2015 en Wayback Machine. | Bandera de Madagascar | Madagascar |

### Tercera ronda
| Selección    | Pts. | PJ | PG | PE | PP | GF | GC | Dif |
| ------------ | ---- | -- | -- | -- | -- | -- | -- | --- |
| Senegal      | 14   | 6  | 4  | 2  | 0  | 10 | 3  | 7   |
| Burkina Faso | 9    | 6  | 2  | 3  | 1  | 10 | 6  | 4   |
| Cabo Verde   | 6    | 6  | 2  | 0  | 4  | 4  | 12 | -8  |
| Sudáfrica    | 4    | 6  | 1  | 1  | 4  | 7  | 10 | -3  |

| Fecha                   | Lugar     | Local        |                         | Resultado                                                       |                         | Visitante    |
| ----------------------- | --------- | ------------ | ----------------------- | --------------------------------------------------------------- | ----------------------- | ------------ |
| 8 de octubre de 2016    | Dakar     | Senegal      | Bandera de Senegal      | 2 – 0 Archivado el 23 de septiembre de 2016 en Wayback Machine. | Bandera de Cabo Verde   | Cabo Verde   |
| 10 de noviembre de 2017 | Polokwane | Sudáfrica    | Bandera de Sudáfrica    | 0 – 2 Archivado el 15 de octubre de 2017 en Wayback Machine.    | Bandera de Senegal      | Senegal      |
| 2 de septiembre de 2017 | Dakar     | Senegal      | Bandera de Senegal      | 0 – 0 Archivado el 26 de agosto de 2017 en Wayback Machine.     | Bandera de Burkina Faso | Burkina Faso |
| 5 de septiembre de 2017 | Uagadugú  | Burkina Faso | Bandera de Burkina Faso | 2 – 2 Archivado el 26 de agosto de 2017 en Wayback Machine.     | Bandera de Senegal      | Senegal      |
| 7 de octubre de 2017    | Praia     | Cabo Verde   | Bandera de Cabo Verde   | 0 – 2 Archivado el 26 de agosto de 2017 en Wayback Machine.     | Bandera de Senegal      | Senegal      |
| 14 de noviembre de 2017 | Dakar     | Senegal      | Bandera de Senegal      | 2 – 1 Archivado el 15 de octubre de 2017 en Wayback Machine.    | Bandera de Sudáfrica    | Sudáfrica    |

### Estadísticas
| PJ | Futbolistas |
| -- | --- |
| 9  | Cheikhou Kouyaté, Idrissa Gueye |
| 8  | Kara Mbodji, Sadio Mané, Saliou Ciss |
| 7  | Cheikh Ndoye, Kalidou Koulibaly |
| 6  | Lamine Gassama, Salif Sané |
| 5  | Keita Baldé Diao, Moussa Konaté |
| 4  | Abdoulaye Diallo, Alioune N'Diaye, Khadim N'Diaye, Moussa Sow, Moussa Wagué                                                             |
| 3  | Mame Biram Diouf, M'Baye Niang |
| 2  | Alfred N'Diaye, Diafra Sakho, Henri Saivet, Ismaila Sarr, Ludovic Sané, Mohamed Diamé, Opa Nguette, Younousse Sankharé, Youssouf Sabaly |
| 1  | Adama Mbengué, Alfred Gomis, Assane Dioussé, Oumar Niasse, Papakouli Diop, Pape Seydou N'Diaye, Zargo Touré                             |

| Jugador          | Goles | MJ | PJ |
| ---------------- | ----- | -- | -- |
| Cheikh Ndoye     | 2     |    |    |
| Diafra Sakho     | 2     |    |    |
| Mame Biram Diouf | 2     |    |    |
| Sadio Mané       | 2     |    |    |
| Cheikhou Kouyaté | 1     |    |    |
| Ismaila Sarr     | 1     |    |    |
| Kara Mbodji      | 1     |    |    |
| Keita Baldé Diao | 1     |    |    |
| Moussa Sow       | 1     |    |    |
| Opa Nguette      | 1     |    |    |

## Participación

### Lista de convocados
Técnico:  Aliou Cissé
| No. | Pos. | Jugador           | Fecha de nacimiento (edad)         | Apa. | Goles | Club                    |
| --- | ---- | ----------------- | ---------------------------------- | ---- | ----- | ----------------------- |
| 1   | POR  | Abdoulaye Diallo  | 30 de marzo de 1992 (26 años)      | 17   | 0     | Rennes                  |
| 2   | DEF  | Saliou Ciss       | 15 de junio de 1989 (28 años)      | 18   | 0     | Valenciennes            |
| 3   | DEF  | Kalidou Koulibaly | 20 de junio de 1991 (26 años)      | 25   | 0     | SSC Napoli              |
| 4   | DEF  | Kara Mbodji       | 22 de noviembre de 1989 (28 años)  | 52   | 5     | RSC Anderlecht          |
| 5   | MED  | Idrissa Gueye     | 26 de septiembre de 1989 (28 años) | 60   | 1     | Everton                 |
| 6   | MED  | Salif Sané        | 25 de agosto de 1990 (27 años)     | 21   | 0     | Hannover 96             |
| 7   | DEL  | Moussa Sow        | 19 de enero de 1986 (32 años)      | 51   | 18    | Bursaspor               |
| 8   | MED  | Cheikhou Kouyaté  | 21 de diciembre de 1989 (28 años)  | 47   | 2     | West Ham United         |
| 9   | DEL  | Mame Biram Diouf  | 16 de diciembre de 1987 (30 años)  | 48   | 10    | Stoke City              |
| 10  | DEL  | Sadio Mané        | 10 de abril de 1992 (26 años)      | 52   | 14    | Liverpool               |
| 11  | MED  | Cheikh N'Doye     | 29 de marzo de 1986 (32 años)      | 25   | 3     | Birmingham City         |
| 12  | DEF  | Youssouf Sabaly   | 5 de marzo de 1993 (25 años)       | 4    | 0     | Bordeaux                |
| 13  | MED  | Alfred N'Diaye    | 6 de marzo de 1990 (28 años)       | 20   | 0     | Wolverhampton Wanderers |
| 14  | DEL  | Moussa Konaté     | 3 de abril de 1993 (25 años)       | 27   | 9     | Amiens                  |
| 15  | DEL  | Diafra Sakho      | 24 de diciembre de 1989 (28 años)  | 11   | 3     | Rennes                  |
| 16  | POR  | Khadim N'Diaye    | 5 de abril de 1985 (33 años)       | 25   | 0     | Horoya Conakry          |
| 17  | MED  | Badou Ndiaye      | 27 de octubre de 1990 (27 años)    | 19   | 1     | Stoke City              |
| 18  | DEL  | Ismaïla Sarr      | 25 de febrero de 1998 (20 años)    | 15   | 3     | Rennes                  |
| 19  | DEL  | M'Baye Niang      | 19 de diciembre de 1994 (23 años)  | 6    | 0     | Torino                  |
| 20  | DEL  | Keita Baldé       | 8 de marzo de 1995 (23 años)       | 18   | 3     | AS Monaco               |
| 21  | DEF  | Lamine Gassama    | 20 de octubre de 1989 (28 años)    | 36   | 0     | Alanyaspor              |
| 22  | DEF  | Moussa Wagué      | 4 de octubre de 1998 (19 años)     | 9    | 0     | KAS Eupen               |
| 23  | POR  | Alfred Gomis      | 5 de septiembre de 1993 (24 años)  | 1    | 0     | SPAL Ferrara            |

## Primera Fase
| Selección | Pts | PJ | PG | PE | PP | GF | GC | Dif |
| --------- | --- | -- | -- | -- | -- | -- | -- | --- |
| Colombia  | 6   | 3  | 2  | 0  | 1  | 5  | 2  | 3   |
| Japón 1   | 4   | 3  | 1  | 1  | 1  | 4  | 4  | 0   |
| Senegal   | 4   | 3  | 1  | 1  | 1  | 4  | 4  | 0   |
| Polonia   | 3   | 3  | 1  | 0  | 2  | 2  | 5  | -3  |

#### Polonia vs. Senegal
| 19 de junio de 2018, 18:00 (UTC+3) | Polonia        | 1:2 (0:1) | Senegal                       | Otkrytie Arena, Moscú                                       |                                                             |
|                                    | Krychowiak 86' | Reporte   | Cionek 37' (a.g.) · Niang 61' | Asistencia: 44 190 espectadores Árbitro(s): Nawaf Shukralla | Asistencia: 44 190 espectadores Árbitro(s): Nawaf Shukralla |

|  |  |

| GK           | 1  | Wojciech Szczęsny    |     |     |
| RB           | 20 | Łukasz Piszczek      |     | 83' |
| CB           | 4  | Thiago Cionek        |     |     |
| CB           | 2  | Michał Pazdan        |     |     |
| LB           | 13 | Maciej Rybus         |     |     |
| CM           | 10 | Grzegorz Krychowiak  | 12' |     |
| CM           | 19 | Piotr Zieliński      |     |     |
| RW           | 16 | Jakub Błaszczykowski |     | 46' |
| AM           | 7  | Arkadiusz Milik      |     | 73' |
| LW           | 11 | Kamil Grosicki       |     |     |
| CF           | 9  | Robert Lewandowski   |     |     |
| Cambios:     |    |                      |     |     |
| DF           | 5  | Jan Bednarek         |     | 46' |
| FW           | 23 | Dawid Kownacki       |     | 73' |
| DF           | 18 | Bartosz Bereszyński  |     | 83' |
| Entrenador:  |    |                      |     |     |
| Adam Nawałka |    |                      |     |     |

| GK          | 16 | Khadim N'Diaye    |     |     |
| RB          | 22 | Moussa Wagué      |     |     |
| CB          | 3  | Kalidou Koulibaly |     |     |
| CB          | 6  | Salif Sané        | 49' |     |
| LB          | 12 | Youssouf Sabaly   |     |     |
| RM          | 10 | Sadio Mané        |     |     |
| CM          | 13 | Alfred N'Diaye    |     | 87' |
| CM          | 5  | Idrissa Gueye     | 72' |     |
| LM          | 18 | Ismaïla Sarr      |     |     |
| CF          | 9  | Mame Biram Diouf  |     | 62' |
| CF          | 19 | M'Baye Niang      |     | 75' |
| Cambios:    |    |                   |     |     |
| MF          | 11 | Cheikh N'Doye     |     | 62' |
| FW          | 14 | Moussa Konaté     |     | 75' |
| MF          | 8  | Cheikhou Kouyaté  |     | 87' |
| Entrenador: |    |                   |     |     |
| Aliou Cissé |    |                   |     |     |

| Jugador del Partido: M'Baye Niang Árbitros asistentes: Yaser Tulefat Taleb Al Maari Cuarto árbitro: Abdulrahman Al-Jassim Quinto árbitro: Mohamed Al Hammadi Árbitro asistente de video: Artur Soares Dias Árbitros asistentes del árbitro asistente de video: Tiago Martins Hernán Maidana Wilton Sampaio |

#### Japón vs. Senegal
| 24 de junio de 2018, 20:00 (UTC+5) | Japón                | 2:2 (1:1) | Senegal              | Ekaterimburgo Arena, Ekaterimburgo                          |                                                             |
|                                    | Inui 34' · Honda 78' | Reporte   | Mané 12' · Wagué 71' | Asistencia: 32 572 espectadores Árbitro(s): Gianluca Rocchi | Asistencia: 32 572 espectadores Árbitro(s): Gianluca Rocchi |

|  |  |

| GK            | 1  | Eiji Kawashima  |       |     |
| RB            | 19 | Hiroki Sakai    |       |     |
| CB            | 22 | Maya Yoshida    |       |     |
| CB            | 3  | Gen Shoji       |       |     |
| LB            | 5  | Yuto Nagatomo   |       |     |
| CM            | 17 | Makoto Hasebe   | 90+4' |     |
| CM            | 7  | Gaku Shibasaki  |       |     |
| RW            | 8  | Genki Haraguchi |       | 75' |
| AM            | 10 | Shinji Kagawa   |       | 72' |
| LW            | 14 | Takashi Inui    | 68'   | 87' |
| CF            | 15 | Yūya Ōsako      |       |     |
| Cambios:      |    |                 |       |     |
| MF            | 4  | Keisuke Honda   |       | 72' |
| FW            | 9  | Shinji Okazaki  |       | 75' |
| MF            | 11 | Takashi Usami   |       | 87' |
| Entrenador:   |    |                 |       |     |
| Akira Nishino |    |                 |       |     |

| GK          | 16 | Khadim N'Diaye    |       |     |
| RB          | 12 | Youssouf Sabaly   | 90'   |     |
| CB          | 3  | Kalidou Koulibaly |       |     |
| CB          | 6  | Salif Sané        |       |     |
| LB          | 22 | Moussa Wagué      |       |     |
| CM          | 17 | Badou Ndiaye      |       | 81' |
| CM          | 13 | Alfred N'Diaye    |       | 65' |
| CM          | 5  | Idrissa Gueye     |       |     |
| RF          | 18 | Ismaïla Sarr      |       |     |
| CF          | 19 | M'Baye Niang      | 59'   | 86' |
| LF          | 10 | Sadio Mané        |       |     |
| Cambios:    |    |                   |       |     |
| MF          | 8  | Cheikhou Kouyaté  |       | 65' |
| MF          | 11 | Cheikh N'Doye     | 90+1' | 81' |
| FW          | 9  | Mame Biram Diouf  |       | 86' |
| Entrenador: |    |                   |       |     |
| Aliou Cissé |    |                   |       |     |

| Jugador del Partido: Sadio Mané Árbitros asistentes: Elenito Di Liberatore Mauro Tonolini Cuarto árbitro: Abdulrahman Al-Jassim Quinto árbitro: Taleb Al Maari Árbitro asistente de video: Massimiliano Irrati Árbitros asistentes del árbitro asistente de video: Tiago Martins Hernán Maidana Paolo Valeri |

#### Senegal vs. Colombia
| 28 de junio de 2018, 18:00 (UTC+4) | Senegal | 0:1 (0:0) | Colombia | Samara Arena, Samara                                      |                                                           |
|                                    |         | Reporte   | Mina 74' | Asistencia: 41 970 espectadores Árbitro(s): Milorad Mažić | Asistencia: 41 970 espectadores Árbitro(s): Milorad Mažić |

| Senegal | Colombia |

| GK          | 16 | Khadim N'Diaye    |     |     |
| RB          | 21 | Lamine Gassama    |     |     |
| CB          | 6  | Salif Sané        |     |     |
| CB          | 3  | Kalidou Koulibaly |     |     |
| LB          | 12 | Youssouf Sabaly   |     | 74' |
| RM          | 18 | Ismaïla Sarr      |     |     |
| CM          | 8  | Cheikhou Kouyaté  |     |     |
| CM          | 5  | Idrissa Gueye     |     |     |
| LM          | 10 | Sadio Mané        |     |     |
| CF          | 20 | Keita Baldé       |     | 80' |
| CF          | 19 | M'Baye Niang      | 51' | 86' |
| Cambios:    |    |                   |     |     |
| DF          | 22 | Moussa Wagué      |     | 74' |
| FW          | 14 | Moussa Konaté     |     | 80' |
| FW          | 15 | Diafra Sakho      |     | 86' |
| Entrenador: |    |                   |     |     |
| Aliou Cissé |    |                   |     |     |

| GK            | 1  | David Ospina           |     |     |
| RB            | 4  | Santiago Arias         |     |     |
| CB            | 23 | Dávinson Sánchez       |     |     |
| CB            | 13 | Yerry Mina             |     |     |
| LB            | 17 | Johan Mojica           | 45' |     |
| CM            | 15 | Mateus Uribe           |     | 83' |
| CM            | 6  | Carlos Sánchez         |     |     |
| RW            | 11 | Juan Cuadrado          |     |     |
| AM            | 20 | Juan Fernando Quintero |     |     |
| LW            | 10 | James Rodríguez        |     | 31' |
| CF            | 9  | Radamel Falcao         |     | 89' |
| Cambios:      |    |                        |     |     |
| FW            | 14 | Luis Muriel            |     | 31' |
| MF            | 16 | Jefferson Lerma        |     | 83' |
| FW            | 19 | Miguel Borja           |     | 89' |
| Entrenador:   |    |                        |     |     |
| José Pékerman |    |                        |     |     |

| Jugador del Partido: Yerry Mina Árbitros asistentes: Milovan Ristić Dalibor Đurđević Cuarto árbitro: Bamlak Tessema Weyesa Quinto árbitro: Hasan Al Mahri Árbitro asistente de video: Danny Makkelie Árbitros asistentes del árbitro asistente de video: Bastian Dankert Elenito Di Liberatore Gianluca Rocchi |